# Bonaventura Baier

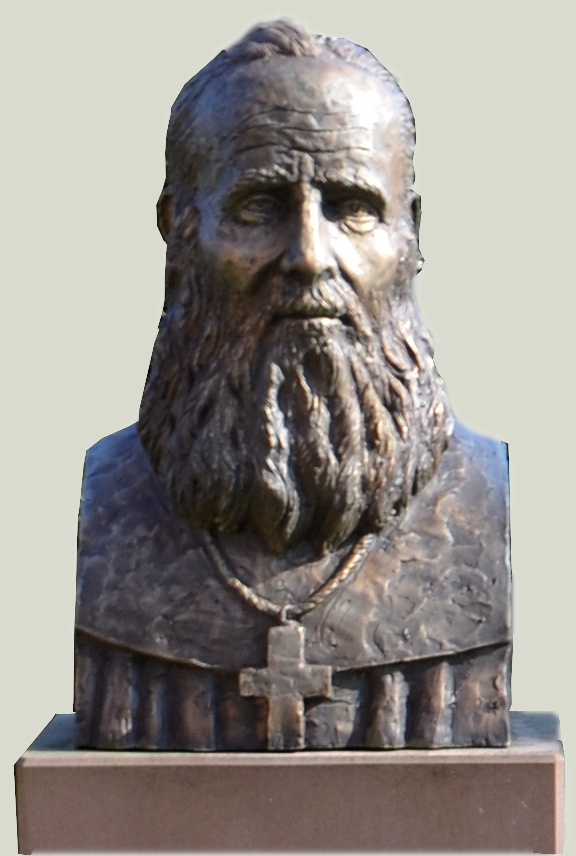

Bonaventura Baier OCSO (* 12. Dezember 1818 Amorbach, Unterfranken; † 12. Dezember 1893 in der Nähe von Rijeka, Kroatien) war ein deutscher katholischer Priester und erster Abt der Trappistenabtei Mariastern - Marija Zvijezda in Bosnien.

## Leben
Joseph Ignaz Baier trat 1851 in die französische Abtei Port du Salut in Westfrankreich als Fr. M. Bonaventura ein und wurde 1874 als Novizenmeister in das vom Vorarlberger Trappisten Franz Pfanner (Mönch der Abtei Mariawald) gegründete Kloster Mariastern bei Banja Luka gesandt. Als Pfanner zu einer weiteren Klostergründung nach Südafrika aufbrach, setzte er Baier als Superior von Mariastern ein. 1883 bestimmte ihn das Generalkapitel der reformierten Zisterzienser zum Klaustralprior. 1885 fand unter Dom Jérôme Guénat, Abt von Sept Fonts und Generalvikar der Kongregation eine Visitation in Mariastern statt. Das Kloster wurde in der Folge vom Hl. Stuhl zur Abtei erhoben, P. Bonaventura im Dezember 1885 zum Abt gewählt und am 29. Juni 1886 durch Bischof Marijan Markovic, dem Apostolischen Administrator von Banja Luka benediziert.
In seiner Amtszeit wurden die Abteikirche und die Abteigebäude samt verschiedenen Betrieben (Käserei, Brauerei, Gerberei) fertiggestellt. Zudem errichtete er ein Waisenhaus, aus dem die spätere Oblatenschule der Abtei wurde. Die Abtei wurde zum wichtigsten Impulsgeber für den spirituellen und wirtschaftlichen Wiederaufbau Bosniens, das damals noch unter den Folgen der osmanischen Feudalherrschaft litt. Vor allem waren die landwirtschaftlichen Betriebe von großer Bedeutung für das Land. Abt Baier erkannte die Notwendigkeit durch den Aufbau von Infrastruktur dazu beizutragen. Er sah die Abtei als zisterziensisches Missionskloster im islamisch geprägten Bosnien. Er gründete zwei größere landwirtschaftliche Güter (Grangien) in Bosnien, die mit Laienbrüdern besetzt wurden sowie das, durch die Stiftung der frommen Wienerin Fontanella ermöglichte abhängige Priorat in Zemunik Donji bei Zadar, das allerdings aus politischen Gründen nur bis 1922 bestehen blieb.
Bonaventura Baier nahm 1887 als Prior, und als Abt 1889 und 1890 an den Generalkapiteln der Kongregation der Zisterzienser von der strengeren Observanz in Sept Fonts teil. Beim Generalkapitel 1891 in San Callisto in Rom, aus dem auf Wunsch Papst Leos XIII der selbstständige Orden der reformierten Zisterzienser (Trappisten) hervorging traf Bonaventura Baier das letzte Mal auch den Gründermönch von Mariastern Franz Pfanner, der mittlerweile Abt von Marianhill in Südafrika war.
Auf dem Weg zur Visitation des Priorats Zemunik in Dalmatien, stürzte Abt Baier aufgrund seines fortgeschrittenen Augenleidens vom Schiff, das ihn von Rijeka nach Zadar bringen sollte, sodass er an seinem 75. Geburtstag verstarb. Sein Grab befindet sich am Friedhof der Mönche von Mariastern in Bosnien. Ihm folgte P. Dominikus Aßfalg als zweiter Abt von Mariastern nach.